# Liga Mayor 1931-32
La Temporada 1931-32 fue la edición X del campeonato de la Liga Mayor del fútbol mexicano, luego de la fundación de la Federación Mexicana de Fútbol en 1922. Comenzó el 31 de enero y concluyó el 4 de septiembre. 
El campeonato fue una lucha cerrada entre Necaxa, Asturias y Atlante. La primera vuelta terminó con electricistas y asturianos empatados con 11 puntos, por 10 del equipo atlantista. Durante el receso, los prietitos alcanzaron notoriedad y fama en el medio nacional al vencer a varios equipos extranjeros que visitaban el país, sobresaliendo sus victorias sobre el Bella Vista de Uruguay integrado por 9 jugadores campeones del mundo dos años antes; y el Sportivo de Buenos Aires que incluía a elementos subcampeones del mundo. Con ese impulso de ánimo, el equipo remontó la desventaja al inicio de la segunda vuelta y llegó a la jornada final con 22 puntos, los mismos que Necaxa. La última jornada los enfrentó el 14 de agosto con resultado final de 3-3, lo que obligó a una serie de tres partidos de desempate los días 21 y 28 de agosto, así como el 4 de septiembre, con la particularidad de desarrollarse todos en el Parque Necaxa. A pesar de ello Atlante venció en el primer duelo 3-2, empató a un tanto el segundo y finalmente el 4 de septiembre de 1932 con gol de Juan Carreño se proclamó campeón del fútbol mexicano con marcador 1-0. A partir de ese momento con Necaxa se construiría una de las más fuertes rivalidades del fútbol mexicano, y quizá la primera entre dos cuadros compuestos en su mayoría por mexicanos.
Luego de las disputas directivas que desembocaron en la suspensión del campeonato anterior, la competencia se reorganizó y adquirió el nombre de Liga Mayor. Para esta campaña se presentaron las ausencias de España y Club México.

## Sistema de competencia
Los ocho participantes disputan el campeonato bajo un sistema de liga, es decir, todos contra todos a visita recíproca; con un criterio de puntuación que otorga dos unidades por victoria, una por empate y cero por derrota. El campeón sería el club que al finalizar el torneo haya obtenido la mayor cantidad de puntos, y por ende se ubique en el primer lugar de la clasificación. 
En caso de concluir el certamen con dos equipos empatados en el primer lugar, procedería una serie a ganar dos de tres partidos entre ambos conjuntos; de terminar en empates dicho duelos, se alargarían a la disputa de dos tiempos extras de 30 minutos cada uno, y posteriormente a un nuevo encuentro hasta que se produjera un ganador.
En caso de que el empate en el primer lugar fuese entre más de dos equipos, se realizaría una ronda de partidos entre los involucrados, con los mismos criterios de puntuación, declarando campeón a quien liderada esta fase al final.
Para el resto de las posiciones que no estaban involucradas con la disputa del título, su ubicación, en caso de empate, se definía por medio del criterio de gol average o promedio de goles, y se calculaba dividiendo el número de goles anotados entre los recibidos.

## Tabla General
|    | Equipos     | PJ | G  | E | P  | GF | GC | Dif. | Pts. |
| -- | ----------- | -- | -- | - | -- | -- | -- | ---- | ---- |
| 1. | Atlante     | 14 | 11 | 1 | 2  | 53 | 23 | 20   | 23   |
| 2. | Necaxa      | 14 | 11 | 1 | 2  | 61 | 26 | 35   | 23   |
| 3. | Asturias    | 14 | 9  | 2 | 3  | 40 | 34 | 6    | 20   |
| 4. | América     | 14 | 5  | 2 | 7  | 39 | 42 | -3   | 12   |
| 5. | Germania FV | 14 | 4  | 4 | 6  | 36 | 45 | -9   | 12   |
| 6. | Sporting    | 14 | 4  | 2 | 8  | 29 | 34 | -5   | 10   |
| 7. | Marte       | 14 | 2  | 3 | 9  | 30 | 57 | -27  | 7    |
| 8. | Leones      | 14 | 2  | 1 | 11 | 25 | 52 | -27  | 5    |

## Serie final
| 21 de agosto de 1932 | Atlante | 3:2' | Necaxa | Parque Necaxa, Ciudad de México |  |

| 28 de agosto de 1932 | Necaxa | 1:1' | Atlante | Parque Necaxa, Ciudad de México |  |

| 4 de septiembre de 1932 | Necaxa | 0:1' | Atlante | Parque Necaxa, Ciudad de México |  |